# Боргезе, Франческо
Франческо Шипионе Мария Боргезе (итал. Francesco Scipione Maria Borghese; 20 мая 1697, Рим, Папская область — 21 июня 1759, там же) — итальянский куриальный кардинал и доктор обоих прав. Титулярный архиепископ Троянополиса с 8 марта 1728 по 24 сентября 1731. Префект Апостольского дворца с 26 марта по 6 июля 1729. Камерленго Священной Коллегии кардиналов с 27 января 1738 по 26 января 1739. Вице-декан Священной Коллегии кардиналов с 12 февраля по 21 июня 1759. Кардинал-священник с 6 июля 1729, с титулом церкви Сан-Пьетро-ин-Монторио с 3 августа 1729 по 31 марта 1732. Кардинал-священник с титулом церкви Сан-Сильвестро-ин-Капите с 31 марта 1732 по 20 мая 1743. Кардинал-священник с титулом церкви Санта-Мария-ин-Трастевере с 20 мая 1743 по 25 сентября 1752. Кардинал-епископ Альбано с 25 сентября 1752 по 12 февраля 1759. Кардинал-епископ Порто и Санта-Руфина с 12 февраля 1759.